# Złocieniec (gromada)
Złocieniec – dawna gromada, czyli najmniejsza jednostka podziału terytorialnego Polskiej Rzeczypospolitej Ludowej w latach 1954–1972.
Gromady, z gromadzkimi radami narodowymi (GRN) jako organami władzy najniższego stopnia na wsi, funkcjonowały od reformy reorganizującej administrację wiejską przeprowadzonej jesienią 1954 do momentu ich zniesienia z dniem 1 stycznia 1973, tym samym wypierając organizację gminną w latach 1954–1972.
Gromadę Złocieniec  z siedzibą GRN w mieście Złocieńcu (nie wchodzącym w jej skład) utworzono – jako jedną z 8759 gromad na obszarze Polski – w powiecie drawskim w woj. koszalińskim na mocy uchwały nr 43/54 WRN w Koszalinie z dnia 5 października 1954. W skład jednostki weszły obszary dotychczasowych gromad Bobrowo (bez obszaru Kaleńsko), Kosobudy, Darskowo i Rzęśnica ze zniesionej gminy Złocieniec w tymże powiecie. Dla gromady ustalono 11 członków gromadzkiej rady narodowej.
1 stycznia 1958 do gromady Złocieniec włączono wieś Cieszyno ze zniesionej gromady Chlebowo w tymże powiecie.
31 grudnia 1959 do gromady Złocieniec włączono obszar zniesionej gromady Lubieszewo (bez wsi Linowo) w tymże powiecie.
Gromada przetrwała do końca 1972 roku, czyli do kolejnej reformy gminnej. 1 stycznia 1973 w powiecie drawskim reaktywowano gminę Złocieniec.